# الإخوان المسلمون في اليمن
الإخوان المسلمون في اليمن بدأ نشاط الإخوان في اليمن في فترة الستينات التي كانت لا تسمح بقيام الأحزاب السياسية وكانت الأحزاب تمارس أنشطتها في تنظيمات سرية وتعيش حالة من النضال ضد الأنظمة، مارس الإخوان أيضاً أنشطتهم السياسية ضمن تنظيم جماعة الإخوان.

## التجمع اليمني للإصلاح

شعار التجمع اليمني للإصلاح.

الإخوان المسلمين في اليمن حالياً هم ما يعرف بالتجمع اليمني للإصلاح، والذي أنشئ كامتداد لحركة الإخوان، تأسس بعد الوحدة بين شطري اليمن يوم 13 سبتمبر 1990 على يد الراحل عبد الله بن حسين الأحمر شيخ قبائل حاشد بصفته تجمعاً سياسياً ذا خلفية إسلامية، وامتداداً لفكر الإخوان المسلمين، وتم افتتاح مقره الرئيسي في 3 يناير 1991.
بعد وفاة مؤسس ورئيس الحزب الشيخ عبد الله بن حسين الأحمر يوم 28 ديسمبر 2007 تم انتخاب محمد عبد الله اليدومي رئيسًا للجنة العليا للتجمع، ومن الشخصيات البارزة في الحزب الشيخ عبد المجيد الزنداني.
تعد صحيفة الصحوة لسان حال الحزب، نجح الإصلاح في الانتقال من المعارضة إلى السلطة بعد فوزه في الانتخابات النيابية في أبريل 1993.
ورغم تقلص عدد مقاعده بالبرلمان بعد الانتخابات النيابية أبريل 1997 إلا أن الحزب احتفظ ببعض مواقعه في السلطة واستمر بالتنسيق مع حزب المؤتمر الشعبي العام حتى 2006، حيث قدمت أحزاب اللقاء المشترك ومن ضمنها التجمع اليمني للإصلاح المهندس فيصل بن شملان مرشحًا منافسًا للرئيس علي عبد الله صالح، وازدادت شقة الخلاف بين الحزبين مع انطلاقة الثورة الشبابية اليمنية في فبراير 2011 ضد نظام الرئيس علي عبد الله صالح حيث دعى الحزب جميع أنصاره إلى المشاركة في الاعتصامات حتى إسقاط النظام.

## خلفية تاريخية
كانت اليمن تحت حكم الإمام يحيى بن الإمام المنصور بالله محمد بن يحيى حميد الدين، ومؤسس المملكة المتوكلية اليمنية وهو إمام اليمن من عام 1901م وحتى عام 1948م، غير أنه عزل البلد عن باقي بلاد العالم حتى عاشت في طي النسيان، ورزخت في الجهل والتخلف حتى قامت ضده ثورة بزعامة ابن الوزير أدت في النهاية لمقتل الإمام يحيي وتولى ابن الوزير.
كان أول اتصال للإمام حسن البنا باليمن في حفل أقامته جمعية الشبان المسلمين في ذكرى الهجرة سنة 1348 هـ الموافق يونيو سنة 1929م بعد المحاضرة التي ألقاها الإمام البنا بعنوان: «ذكرى يوم الهجرة والدعوة الإسلامية وأثرها»، حيث التقى مع السيد محمد زبارة الحسن اليمني أمير قصر السعيد في صنعاء حينذاك وتحدثا طويلاً عن مصر وعن اليمن، وعن انتشار الإلحادية والإباحية المستشري في ذلك الوقت ووجوب الوقوف أمامهما بكل القوى.
ثم توطدت الصداقة بينهما من ذلك العهد، وعرض السيد محمد زبارة على البنا العمل مدرسًا باليمن، ودارت مخاطبات بهذا الخصوص بين البنا وبين سيف الإسلام محمد ابن الإمام يحيى ملك اليمن في ذلك الوقت، لكن الفكرة لم تنفذ للعقبات الرسمية بين الحكومة المصرية والحكومة اليمنية.
وزار السيد محمد زبارة حسن البنا في الإسماعيلية، ومكث معه ثلاثة أيام وشاهد منشآت الإخوان ومؤسساتهم "معهد حراء الإسلامي، ومدرسة أمهات المؤمنين، وفرقة الرحلات، ورأى الإخوان في دروسهم ومحاضراتهم ولمس ما تفيض به نفوسهم من حب وإخاء وغيرة على الإسلام والمسلمين، فأعجب بذلك كله أيما إعجاب، واستمرت هذه الصلة بينه وبين البنا والإخوان بعد ذلك قوية ومتينة.
ولقد اهتم الإخوان بالصدام الذي وقع بين الإمامين الإمام يحيي بن حميد إمام اليمن والملك عبد العزيز آل سعود فعمل الإمام البنا على تهدأت الجو بينهما وكتب تحت عنوان (إلى الإمامين العربيين) يقول فيه:
بين الملك ابن السعود وبين الإمام يحيى بن حميد الدين خلاف تتراءى أنباؤه الفينة بعد الفينة على صفحات الجرائد، ولسنا نعلم أنباء تهتز لها قلوب العالم الإسلامى إشفاقًا وفَرَقًا أعظم مما تهتز لهذه الأنباء.
إنا نمسك بالجريدة فأول ما تبحث عنه العين ماذا في جزيرة العرب، أو بين الملكين العربيين، أو الخلاف بين نجد واليمن، أو نحو ذلك من العناوين، فإذا وجدنا تحت العنوان ما يبشر بانفراج الأزمة وانتهاء أمد الخلاف تنفسنا الصعداء وحمدنا الله تعالى، ودعوناه كثيرًا أن يديم الوحدة والولاء بين زعماء المسلمين حتى يقضى الله أمرًا كان مفعولاً، وإذا رأينا غير ذلك خفقت القلوب واحتبست الأنفاس وتصعدت الدعوات حارة إلى الله تبارك وتعالى أن يدفع عن الإسلام والعرب بلاء التفرق والخلاف.
ليس ذلك لصلة خاصة بيننا وبين الإمامين العظيمين، وليس ذلك لأننا نرجو مغنمًا شخصيًا من وراء الوحدة، أو نخشى مغرمًا شخصيًا كذلك من وراء الفرقة، ولكن ذلك لإحساسنا بالخطر العظيم الذي تستهدف له الجزيرة قلب الإسلام وقبلة المسلمين، إذا استحكم الخلاف بين إمام الجنوب وبين إمام الشمال.

## مؤتمر فلسطين
وعندما عقد مؤتمر فلسطين بلندن وحضره مندوبي الدول العربية وممثلي فلسطين بدعوة من الحكومة البريطانية سنة 1938م، كان يمثل اليمن فيه الأمير سيف الإسلام الحسين وقد مر بالقاهرة بعد عودته من اليابان وفي صحبته القاضي العمري والقاضي الشامي، فاتصل في مروره هذا بالإخوان، وطلب إلى المرشد العام أن يختار له من الإخوان (بهذا الوصف) سكرتيرًا خاصًّا إذ إنه سيكون له من الأعمال الخاصة ما يستدعي كفئًا أمينًا، فقدم له الأخ الأستاذ محمود أبو السعود أحد إخوان المركز العام الذي صحبه في رحلته إلى لندن وباريس، وقام بمهمته خير قيام مما كان له أجمل الأثر في نفس الأمير، وتوثقت صلته بالإخوان منذ ذلك التاريخ.
كما كان يكتب في الصحف الإخوان كثير من كبار الإخوان أمثال الأستاذ عمر التلمساني الذي كتب مقال بعنوان خاطرة عن اليمن، وكتب الأستاذ محمد عوض عوضين: (اللهم بارك لنا في يمننا)، وكتب الإمام الشهيد مقالاً بعنوان: (لمحة من اليمن) أثنى فيه على الحكومة والشعب لكنه لم يخل من توجيه نصح قال فيه: ".... ورجاؤنا إلى حكومة الإمام أن تعمل ما استطاعت على نشر التعليم بين الشعب، وعلى التفكير في رفع مستواه الاقتصادي والفكري في خطوات واسعة.
ويقول الأستاذ جمعة أمين: كما استقبل الإخوان في فبراير 1944 السيد حسين الكبسي وزير الأوقاف اليمنية ومبعوث الإمام يحيى بن حميد الدين للاشتراك في مشاورات الوحدة العربية، وقد أقام الإخوان له ولمرافقيه احتفالاً في دارها حضره رجال الصحافة، وممثلو الدول العربية، وأهل الرأي، وقد تحدث إلى الجمع الأستاذ المرشد، والأستاذ أحمد السكري، والأستاذ عبد الحكيم عابدين، والأستاذ الفضيل الورتلاني، وغيرهم، ورد تحيتهم الأستاذ حسين الكبسي، وكانت هذه أول زيارة للسيد الكبسي إلى مصر، وتعرف فيها على الإخوان وانبهر بهم، وكان أشد ما بهره الجانب الاقتصادي لدعوة الإخوان، فتعرف على الحاج محمد سالم الذي كان يشرف على كثير من شركات الأتوبيس والنقل المصرية، ويديرها، فاتفق مع الحاج محمد سالم على وجوب التعاون الاقتصادي من أجل نقل هذه النهضة إلى اليمن.
«وكان الكثير من أبناء اليمن على اختلاف آرائهم وميولهم يتصلون بالمركز العام للإخوان المسلمين في مصر كغيرهم من شباب البلدان العربية والإسلامية الأخرى، فيجد هؤلاء اليمانيون من رجال الإخوان إخلاصًا لدعوة الإسلام وخير العروبة، وعطفًا على اليمن الذي يعزونه ويقدرونه ويشعرون بمدى صلتهم الوثيقة بشعبه وإمامه، فيأنسون بهم ويبثونهم ذات أنفسهم، وكان المركز العام يحرص كل الحرص على توجيه هؤلاء المتحمسين توجيهًا صالحًا إلى الحكمة والموعظة الحسنة، والتمسك بأهداب النظام، والبعد عن كل ما من شأنه المهاجمة والخصومة، مع الحرص على حسن الطاعة للإمام؛ حتى لا تنفر منهم قلوب المخلصين، أو تنقبض عنهم جهود العاملين، أو يفتح الثغرة أمام المستعمرين، وقد كانوا يتقبلون هذا التوجيه بصدر رحب، ويعملون على أساسه في معظم الأحيان».
إلا أن الإخوان قد تأكدوا أن الأوضاع الاجتماعية متردية في اليمن، وأن هناك جمودًا في حكم الإمام يحيى، وأنه بعيد عن حقيقة الشريعة الإسلامية رغم ادعائه بتطبيقها.
وقد نقل الوزير الكبسي والوفد الذي رافقه التقدم الحضاري والاقتصادي الذي رآه في جماعة الإخوان، وما اتفق عليه مع الحاج محمد سالم إلى الإمام يحيى، فأيد الإمام يحيى الفكرة، وفكر كثير من أعضاء الوفد إنشاء شركة مصرية يمنية للتجارة والنقل والمواصلات والمشروعات العمرانية المختلفة برأس مال قدره مليونان من الجنيهات المصرية، يكون معظمها لليمنيين وبعضها للمصريين، وبدأت الفكرة بعد ذلك تدخل حيز التنفيذ في خطوات وئيدة، تسرع حينًا وتبطئ أحيانًا.
واستمرت علاقة الإخوان بالإمام يحيى وأبنائه على خير حال، وقد أجرت مجلة الإخوان المسلمين حديثًا مع أحد سيوف الإسلام من أبناء الإمام يحيى أثناء زيارته إلى مصر، وأثنى فيه على الإخوان ومواقفهم، وتمنى لمرشدهم وأعوانه التوفيق والسداد.
وكانت علاقة الإخوان بالشعب اليمني وأبنائه علاقة حميمة، خاصة الذين يقيمون منهم في مصر للدراسة أو لأغراض أخرى، لكن مع ذلك وحتى نهاية الفترة محل الدراسة (1938-1945 م) لم يكن لدعوة الإخوان منتسبون يمنيون ظاهرون، فضلاً عن أن يكون للإخوان شعبة في اليمن.
وقد جاء في مجلة الإخوان المسلمون الأسبوعية العدد 207 السنة السادسة 3 رمضان1367 هـ الموافق10 يوليو 1948 م، قال الأستاذ حسن البنا للرئيس القواتلي:
إن اليمن أمانة في أعناقكم، وخاصة بعد هذا الانقلاب الأخير الذي ذهب ضحيته الإمام الراحل. ذلك الانقلاب الذي أخرجها من عزلتها. وكشف للعالم عن الكثير من أحوالها. فانصحوا لإمامه وسددوا حكومته، وخذوا بأعنة شعبه إلى الحرية والنور والعرفان. وليس بمستصعب على الجامعة العربية أن تحمل هذه الرسالة وتؤدي هذه الأمانة.
وفي حديث الأستاذ المرشد العام إلى السيد علي الحلبي وكيل الصحافة العربية ومندوب جريدتي الدفاع وفلسطين، حينما سأل عن تطور الموقف في القضية اليمنية؟
وما كنا نود أن تسير الأمور على هذا النحو، وكلنا نشجع الإصلاح في اليمن وفي غير اليمن من بلاد العروبة والإسلام ولكن لكل شيء عدته ووسيلته، وظرفه ووقته، ويجب أن تنصرف الجهود الآن إلى هدف واحد هو إقرار النظام والطمأنينة في هذا الوطن العزيز ومساعدته على النهوض والفصل في قضيته وفق إرادة الشعب اليمني نفسه فهو صاحب الكلمة في حاضره ومستقبله.

## ثورة الدستور
حدثت الثورة في اليمن وقتل على إثرها الإمام يحيى بن حميد على يد حارسه الخاص بسبب سياسته الاستبدادية واتهم فيها الإخوان المسلمين وقد أخرج الإخوان بياناً وضحوا فيه القضية وأبعادها وعلاقتهم باليمن والإمام يحيى وابن الوزير، الذي قاد الثورة وتولى الحكم وقد حكم عليه بالإعدام بعد سيطرة أحمد بن يحيى على الحكم مرة أخرى، وبعد ذلك عاد الفضيل الورتلاني وعبد الحكيم عابدين من اليمن بعد تدخل جامعة الدول العربية.

## فترة الخمسينات
وأثناء فترة الخمسينات وانقسام اليمن نشط القوميين والماركسيين في الجنوب كما لم يكن للتيار الإسلامي وجود منظم في الجنوب أو الشمال، والإخوان المسلمون اكتفوا بالعمل من خلال الواجهات الموجودة على الساحة. فنشط عمر طرموم من خلال «الجمعية الإسلامية» ثم «الرابطة» ثم انصرف إلى العمل التربوي سيما في المعهد الإسلامي (أسسه الشيخ محمد سالم البيحاني عام 1957).
يقول الأستاذ سعيد ثابت سعيد: يكاد يكون عام 1959م عام ميلاد فكرة العمل الإسلامي المنظم في أوساط الطلاب الدارسين في مصر، ولكن من دون رؤية متكاملة للمنهج والتنظيم والمسار. وهي خطوة جاءت طبيعية في سياق التحولات الفكرية للشباب اليمني المتأثر بتيارات الفكر والسياسة التي تموج في المجتمع العربي المصري. ففي ثنايا أحداث عاصفة شهدتها الأمة العربية واليمن في قلبها، بدأت تتبلور الفكرة كمشروع حركة من عناصر طلابية عرفت موجات صاخبة من تنظيمات وأيديولوجيات متباينة، واعتركت في خضم تلك الإطارات الحزبية، سيما حركة القوميين العرب التي يعد عام 1958م العهد الخصب لانتشارها وتوسعها، وتمدد شعبيتها في كثير من الأقطار العربية.
بمعنى أن ميلاد فكرة العمل الإسلامي المنظم تبلورت في وعي مجموعة طلابية عائدة من قواعد حركة القوميين العرب، والبعث العربي الاشتراكي، أبرزهم عبد المجيد عزيز الزنداني، وعبد السلام العنسي، ومحمد قاسم عون، وعبد الرحمن المجاهد، وذلك عام 1959 م.
ولقد لقى الطلاب اليميين الموجودين بمصر التعنت من سياسة جمال عبد الناصر ضدهم بسبب الخلاف بين البلدين فيروي الزبيري في رسالة لصديقه النعمان معاناته مع الطلبة الدارسين في مصر؛ فالأيام قد علمته سوء الظن بقدرة الناس على الكتمان، لذلك صمم على احتفاظه بهذه الأسرار مدة طويلة على أن يجتمع باليمنيين الموجودين في مصر، ويختار من بينهم مجموعة متميزة تقود سير العمل لتنفيذ الخطة. ولأنها عملية تقوم أساساً على الاعتماد على أسرار طواها في أعماق صدره، فإنه وجد نفسه في جهة، والآخرين في جهة أخرى.
ومن أجل الخروج من هذا المأزق لجأ الزبيري إلى ما وصفه بـ«التحايل المعقول»، وهو الاتصال بعدد من الشباب في مصر، وأخذ يكوّن منهم خلايا وكل خلية تسمى «أسرة» وهو مصطلح تنظيمي خاص بحركة الإخوان المسلمين، مما يشير إلى تأثره الكبير بها، واقتناعه بصلاحية هيكلها التنظيمي كإطار ينظم الشباب اليمني بهدف تحقيق خطته المكونة من المراحل الثلاث. ونجح في تشكيل مجلس مؤلف من مجموع رؤساء «الأسر» على الرغم من العقبات التي واجهها نتيجة تنافر الطلاب واختلافاتهم.
يقول في رسالته: "لجأت إلى التحايل المعقول، فاتصلت بالشبان هنا، وأخذت أكوِّن منهم خلايا، كل خلية تسمى أسرة، ووجدت عقبات كأداء في هذا السبيل.

## الستينات
لكن عام 1961 م تحول بعض الطلبة اليمين بعد تفكير من الفكر الماركسي والقومي إلى الفكر الإخواني كان على رأسهم الشيخ عبد المجيد الزنداني، خاصة عندما التقى عبد المجيد الزنداني وعبده محمد المخلافي الطالب في مدينة البعوث الإسلامية، بعد جهد كبير. وكان لقاؤهما الأول دافعاً للشابين المتحمسين لخدمة الإسلام في التعجيل بإخراج الفكرة إلى حيز الوجود الطلابي، سيما أن شخصيتي الرجلين (الزنداني والمخلافي) كانتا تكملان بعضهما لشخصية قيادية فريدة ومؤثرة وفاعلة.
ويروي عبد المجيد الزنداني قوله: أنه عندما علم بوجود أعداد من الطلاب اليمنيين في مدينة البعوث الإسلامية التابعة للأزهر بالقاهرة، قرر زيارتهم والعمل على استقطاب عناصر منهم إلى صف مجموعة الحياد. وفي نهاية كانون ثاني (يناير)1961 م قابل علي أحمد سعيد المخلافي، أحد الطلاب اليمنيين الدارسين في الأزهر، وطلب منه جمع زملائه للتعرف عليهم، ولما اجتمع عدد منهم ألقى على مسامعهم كلمة تضمنت دعوتهم للم شملهم والاهتمام بالواجبات الإسلامية كزاد للطالب الحريص على مصلحته ومصلحة وطنه، غير أن القوميين العرب عملوا على تفريق هذه الجبهة الإسلامية، ولما تغلبت الجبهة على الخلافات، وتصافى الزملاء فيما بينهم، كوَّنَّا مجلساً مؤلفاً من مجموع رؤساء الأسر.
غير أن الزنداني واربعة من زملائه تعرضوا للمضايقات من حكومة اليمن بسبب توجههم الإسلامي والذي يخالف توجه الدولة الماركسي فقطعت عنهم رواتهم.
التقت نخبة من طلاب «كتلة العمل الطلابي»، من بينهم: عبد المجيد الزنداني، وعبده محمد المخلافي، وعبد اللطيف الشيباني، وآخرون، في منزل أحمد الويسي مطلع عام 1962 وحضر الشهيد الزبيري اللقاء، وفاتحوه بأمرهم وعرضوا عليه قيادة نشاطهم.
كان الطلاب الستة الذين التقوا في الشقة السكنية في حي «الهرم» في مصر، يدركون جيداً أنهم بصدد إخراج فكرة تأسيس النواة الحركية إلى حيز الواقع الطلابي، فقد أعدوا لأنفسهم «قسم العمل» وتعاهدوا على الالتزام بنصه
ولم يكن الزبيري غريباً عن مدرسة الإخوان المسلمين، فالرجل ارتبط روحياً وفكرياً وعضوياً بها منذ لقائه الأول بالشهيد البنا، وظل يحتفظ بمشاعر ود وتقدير وإكبار لرموزها وقادتها.
شارك الطلاب الإسلاميون اليمنيون، في ظل تلك الأجواء الملبدة والخانقة لأي صوت إسلامي حركي، في أول انتخابات طلابية توطئة لتأسيس رابطة طلاب اليمن الطبيعية، وهم يدركون محدودية وجودهم وضعف بنائهم التنظيمي، إذ أنهم في ذات الفترة هذه بدأوا العمل على تأسيس النواة الحركية الإسلامية من داخل مجموعة الحياد.
أثر اتفاق النخبة الطلابية الإسلامية الأولى على العمل الإسلامي في إطار«كتلة العمل الطلابي»، وتحت غطاء «الحياد بين الأحزاب» ارتفعت أصوات حزبية كانت هامسة، تتهمها بمعاداة النظام المصري، وتطلق على أفرادها عبارات تشهيرية وتحريضية مثل «الرجعيون» و«الإخوان المسلمين». وتنامت مشاعر القلق لدى بقية القطاعات الطلابية الحزبية جراء تزايد عدد الطلاب الرافعين للافتة الحياد بين الأحزاب إلى نحو 30 طالباً.
يقول الزنداني في شهادته: «أثناء الحديث مع القاضي الزبيري ما كنت آتي له بدليل من الذي أعتقده حتى يأتيني بعشرة أدلة من الكتاب والسنة، وما كنت أفتح له موضوعاً حتى يستكمله بما كنت أريد قوله، وما كنت أفتح له باباً من أبواب الخير حتى يبادر إلى فتح عدة أبواب من أبواب الخير، فعدت أقول لإخواني وزملائي: لقد وجدنا الشيخ والزعيم المناسب لأن يكون قائداً لنا ولشعبنا اليمني، في مسيرة الخير والإصلاح». ثم التقى خمسة طلاب من المنتمين إلى كتلة العمل الإسلامي، النواة العاملة داخل مجموعة الحياد، بينهم عبد المجيد الزنداني، وعبده محمد المخلافي، والشهيد الزبيري فبادرهم بالقول: «لقد بذلنا كل ما نملك من جهد وعمر ومال من نحو 25 عاماً لنؤسس تنظيماً يقوم بمهمة تغيير أوضاعنا في اليمن إلى حال سليم وفاضل، وتقلبنا من مكان إلى آخر، فأسسنا جمعية الأمر بالمعروف ثم حزب الأحرار فالجمعية اليمنية الكبرى ثم الاتحاد اليمني، وها أنتم ترون ما صار إليه حال الاتحاد اليمني من انقسام وتنازع وصراع بعد أن تمكن الظالمون والمستبدون في اليمن وخارجها من غزوه والتغلغل فيه بزرع عناصر تعمل لصالح الإمام، وتقوم بتخريب كل جهد للمخلصين فيه بنشر الإشاعات ونسج الاتهامات ضدهم، وآمنت أن استئناف العمل للتغيير يبدأ من الصفر، وها أنا سأبدأ الآن من الصفر».
وظل الطلاب الإسلاميون يمارسون نشاطهم العلني تحت غطاء مجموعة «الحياد بين الأحزاب» منذ قرارهم خوض انتخابات رابطة طلبة اليمن الطبيعية في أيلول (سبتمبر) 1961، كتعبير عن تميزهم الفكري والسياسي عن بقية التيارات الطلابية اليمنية الملتزمة بالأحزاب القومية.
ومن ذلك التاريخ وقد سار هؤلاء الطلبة على نشر دعوتهم داخل المجتمع اليمني خاصة انه مجتمع يتميز بالقبيلية ولقد اشتهر الشيخ عبد المجيد الزنداني في علم الطب وبرع فيه، وما زالت الحركة لها عطاءها داخل هذا المجتمع.

## الجمهوريتين في الشمال والجنوب
تأثرت العلاقة بين الإخوان المسلمين والنظامين السياسيين في الجمهورية العربية اليمنية وجمهورية اليمن الديمقراطية الشعبية بطبيعة البنية الهيكلية والفكرية للنظامين الحاكمين فيهما، وموقع الحركة الإخوانية في البنية السياسية لكلٍ منهما، فقد كانت الحركة الإسلامية جزءاً أصيلاً وفاعلاً في نظام الجمهورية العربية اليمنية، فيما استؤصلت بشكل كلي من بنية النظام في جمهورية اليمن الديمقراطية الشعبية إذ كانت توجهات الحزب الاشتراكي الحاكم فيه لا تقف فقط عند محاولة منع أي وجود حركي أو تنظيمي للإخوان المسلمين في الجنوب فحسب، وإنما استهدفت مكانة الجوانب الثقافية والفكرية الإسلامية في المجتمع. واقع التشطير في ذلك الوقت والتباين ـ وفي أحيان كثيرة العداء بين التوجهات السياسية والفكرية والارتباطات الخارجية للنظامين الحاكمين في شطري اليمن كان من العوامل المؤثرة على مسار العلاقة بين النظامين وحركة الإخوان المسلمين لا سيما الشطر الشمالي بنفس القدر تقريبًا لعبت البنية الاجتماعية المتمايزة إلى حدٍ ما بين الشطرين دوراً مهماً في تحديد شكل ومضمون علاقة نظاميهما بالإخوان المسلمين باليمن. وإلى جانب ذلك فإن ثمة عوامل أخرى أثرت على العلاقة بين الطرفين، ومن أهمها طبيعة البناء العقيدي والفكري والقيادي للحركة الإسلامية الإخوانية والتطورات الإقليمية والدولية التي كان لها حضور وتأثير على العلاقات بين القوى والأطراف السياسية في كلا الشطرين وفيما بينهم.

## تاريخ عسكري
- ثورة الدستور.
- انقلاب 1955.
- ثورة 26 سبتمبر.
- حرب الجبهة.

## وصلات خارجية
- موقع التجمع اليمني للإصلاح
- عبد المجيد الزنداني.. سيرة شيخ وتاريخ بلد وحديثه عن نشأة إخوان اليمن ج1، برنامج زيارة خاصة، قناة الجزيرة
- قصة نشأة الأخوان المسلمين في اليمن (2 - 3)، مأرب برس، 29 أبريل 2007